# Polyptychus sinus
Polyptychus sinus är en fjärilsart som beskrevs av Pierre 1985. Polyptychus sinus ingår i släktet Polyptychus och familjen svärmare. Inga underarter finns listade i Catalogue of Life.